# Villa Les Améthystes
La maison dite villa Les Améthystes, anciennement Les Peupliers, est l’une des quinze villas balnéaires répertoriées patrimoine exceptionnel de la commune de La Baule-Escoublac, dans le département français de la Loire-Atlantique. Dessinée en 1933 par Adrien Grave, son autorisation de construire date de la même année.

## Localisation
La villa est située au 23, avenue des Améthystes, dans le lotissement de La Baule-les-Pins et installée en retrait de la rue, au milieu de sa parcelle.

## Patrimoine de La Baule-Escoublac
La zone de protection du patrimoine architectural, urbain et paysager (ZPPAUP) de La Baule-Escoublac rassemble 6 871 bâtiments, parmi lesquels 15 villas sont distinguées en patrimoine exceptionnel ; 699 autres sont recensées en patrimoine remarquable à conserver et 1 741 en patrimoine d’accompagnement essentiel.

## Historique
La maison a été construite sur les plans de l’architecte Adrien Grave en 1933 ; son autorisation de construire date du 24 avril 1933 sous le numéro 302. 
Adrien Grave (1888 - 1953) dessine la gare de La Baule-Escoublac (avec Roger Pons), et de nombreuses villas à La Baule. On lui doit également la décoration intérieure de la villa Ker Souveraine à Pornichet construite sur les plans de Georges Vachon et la création d'une villa de style paquebot à La Rochelle en 1932.

## Architecture
La villa est bâtie suivant un type dissymétrique paquebot sur deux niveaux, son portail présente des colonnes baguées de céramique dorée. Le premier niveau est orné d'une galerie aux colonnes ceinturées de motifs en mosaïques vert émeraude et dorés. Le second présente de larges baies sous une corniche en béton, ornée d’une frise à motifs géométriques courbes de couleur lie de vin et ocre jaune. Une toiture terrasse, signature d’Adrien Grave, couronne l’ensemble d'inspiration Art déco.